# متئو روسی
متئو روسی (انگلیسی: Matteo Rossi؛ زادهٔ ۱۱ ژوئیهٔ ۱۹۷۵) بازیکن فوتبال اهل ایتالیا است.
از باشگاه‌هایی که در آن بازی کرده‌است می‌توان به باشگاه فوتبال جنوآ و باشگاه فوتبال اسپتزیا اشاره کرد.